# Tanács (közbeszerzés)
A Tanács a Közbeszerzési Hatóság keretében működő testületi szerv. A korábbi közbeszerzési törvényekben az elnevezése Közbeszerzések Tanácsa volt. Tagjai a közbeszerzéssel kapcsolatos közérdekű célokat, a közbeszerzési törvény (Kbt.) alapelveit, valamint az ajánlattevők és ajánlatkérők érdekeit képviselik.

## Szervezete
A Tanácsnak 13 tagja van, számuk gyakran változik. A Tanács munkájában minisztériumok és hivatalok (Gazdasági Versenyhivatal, Kormányzati Ellenőrzési Hivatal), a helyi önkormányzatok, a munkáltatók, a gazdasági és mérnöki kamarák, továbbá a közbeszerzési szaktanácsadók képviselői vesznek részt.
A Tanácsot elnök és alelnök vezeti. Az elnök és az alelnök egyben magának a Közbeszerzési Hatóságnak is az elnöke, illetve alelnöke.

## Feladatai
A Tanács évente legalább 10 alkalommal ülésezik. Akkor határozatképes, ha tagjainak kétharmada az ülésen jelen van. Döntéseit általában egyszerű szótöbbséggel hozza. Feladatköre a 2015. évi jogalkotáskor szűkebb lett a korábbiakhoz képest. Feladatai:
- ellátja a Közbeszerzési Döntőbizottsággal kapcsolatos személyi ügyeket (létszám megállapítása, kinevezések és felmentések, összeférhetetlenség elbírálása)
- útmutatókat készít a közbeszerzési jogorvoslat és a közbeszerzési ellenőrzés gyakorlata alapján a jogalkalmazás elősegítése érdekében
- ellátja az egyéb feladatait

Az útmutatókat a joggyakorlat vagy a jogszabályok változása szerint rendszeresen módosítják.

## Kapcsolódó jog
- A közbeszerzésekről szóló 2015. évi CXLIII. törvény, 182-185. §. Wolters Kluwer, net.jogtar.hu. (Hozzáférés: 2019. március 4.)

## Külső hivatkozások
- A Tanács feladata és tagjainak neve, elérhetősége. Közbeszerzési Hatóság. [2019. március 6-i dátummal az eredetiből archiválva]. (Hozzáférés: 2019. március 4.)
- A Tanács útmutatói. Közbeszerzési Hatóság. [2019. március 6-i dátummal az eredetiből archiválva]. (Hozzáférés: 2019. március 4.)

## Kapcsolódó irodalom
- A közbeszerzésekről szóló 2015. évi CXLIII. törvény kommentárja. Budapest: Magyar Közlöny Lap- és Könyvkiadó Kft., 566-568. o. (2019). ISBN ISBN 978-615-5710-65-0